# Jeeves

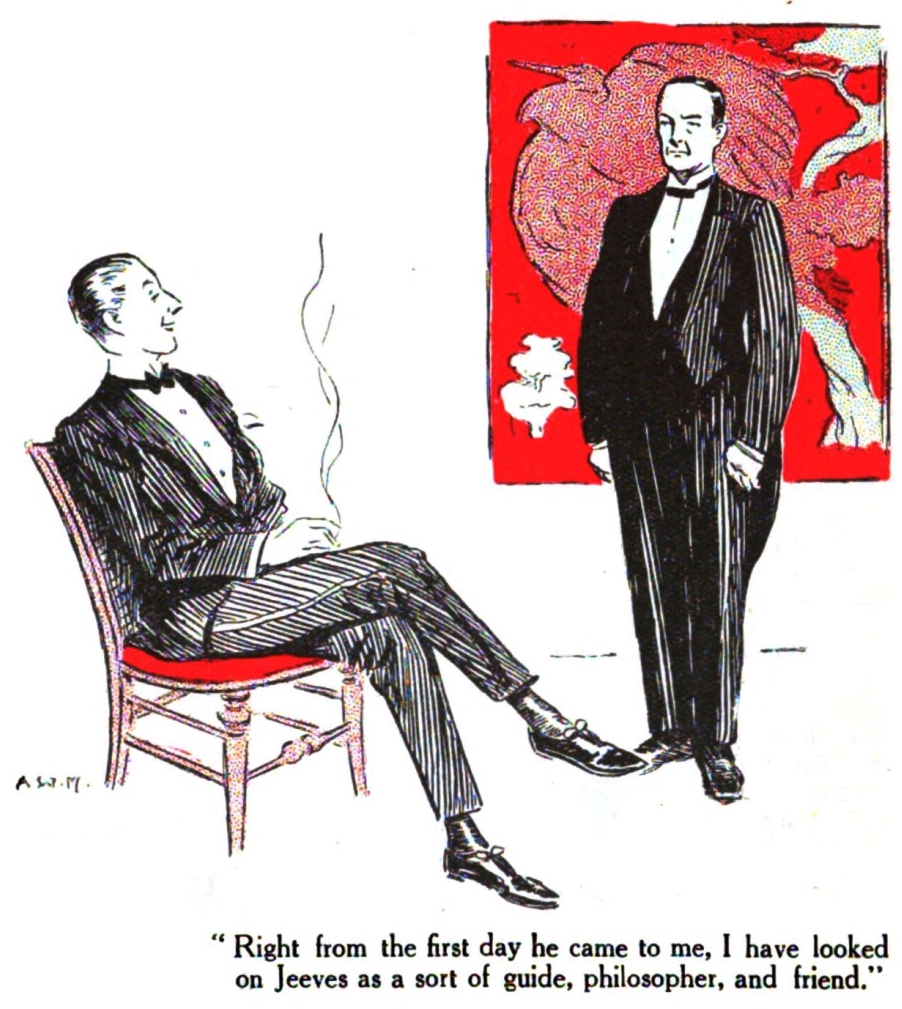
Bertie a Jeeves na ilustraci A. Wallise Millse (1921)

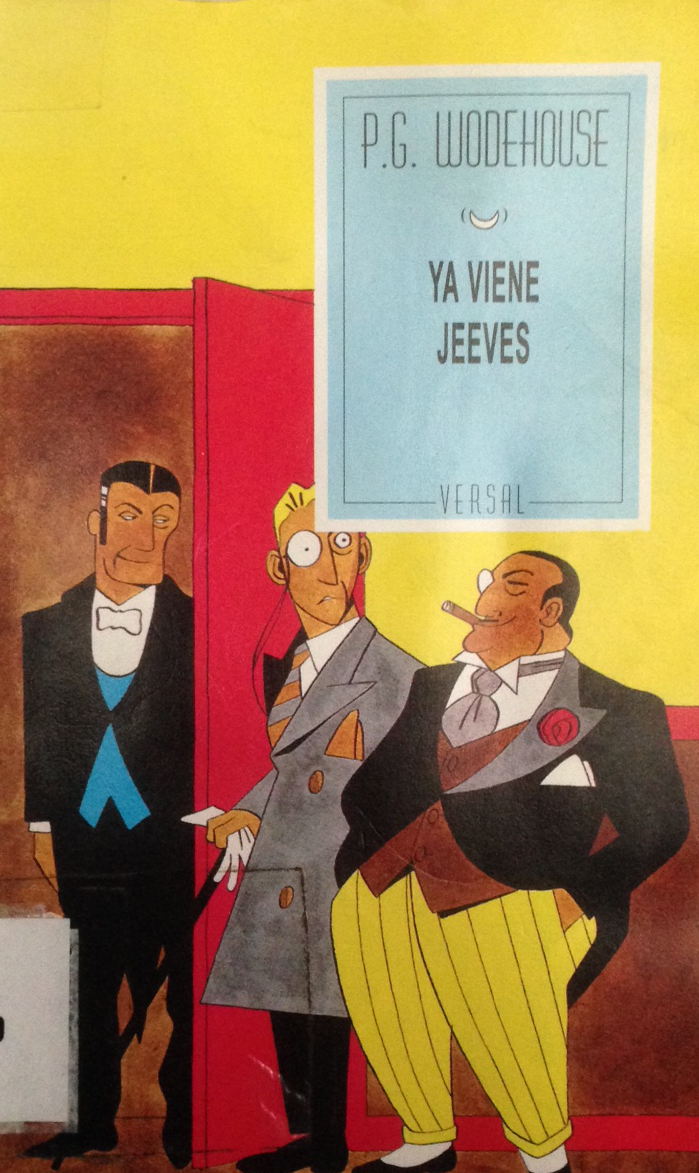
Španělské vydání jedné z knih o Jeevesovi

Jeeves, celým jménem Reginald Jeeves, je literární postava ze série děl anglického humoristy P. G. Wodehouse. Jeeves je mimořádně schopným sluhou (v některých překladech komorníkem) ve službách bohatého a zahálčivého mladého Londýňana Bertieho Woostera. 

## Dějiny literární postavy
Prototypem postavy se stal patrně sluha Jevons, kterého autor představil v jedné povídce již roku 1914 (není počítána do oficiálního jeevesovského kánonu).
Postavu nazvanou Jeeves prvně uvedl roku 1915 v povídce Extricating Young Gussie, jež vyšla v listu Saturday Evening Post. Tato povídka pak byla zařazena do knižního souboru The Man with Two Left Feet (česky vyšlo jako Muž se dvěma levýma nohama), jež vyšel roku 1917. Mezitím ve stejném listě Wodehouse publikoval další čtyři povídky s Jeevesem, které pak v roce 1919 zařadil do povídkového souboru My Man Jeeves. Navzdory názvu je Jeeves hrdinou jen poloviny povídek (čtyř z osmi). 
První knihou, která byla vyhrazena výhradně postavě excentrického sluhy Jeevese, se stal v roce 1923 The Inimitable Jeeves (česky vyšlo jako Nedostižný Jeeves a později jako Jedinečný Jeeves). Úspěch knihy a popularita postavy Wodehouse přiměly k vydání dalších klasických "jeevesovek": Carry On, Jeeves (Jen tak dál, Jeevesi; 1925), Very Good, Jeeves (Dobrá práce, Jeevesi; 1930) a Thank You, Jeeves (Díky, Jeevesi; 1934). Wodehouse se postavě věnoval až do roku 1974. Činil ji hrdinou celých románů, divadelních her i jednotlivých povídek, které zařazoval do různých povídkových souborů. Naposledy se Wodehousův Jeeves objevil v románu Aunts Aren't Gentlemen (česky vyšlo jako Dostihové pikle). 
Slovo "Jeeves" se v angličtině stalo obecným termínem označujícím schopného pomocníka. Postava inspirovala řadu jiných humoristických postav, v české literatuře je to Saturnin Zdeňka Jirotky. Samotnou postavu Jeevese si vypůjčilo několik autorů, například Sebastian Faulks.

## Inspirace
Sám Wodehouse ve věci inspirace pro postavu patrně mystifikoval. Ve své poloautobiografické knize z roku 1953 nazvané Bring on the Girls! naznačil, že postava Jeevese byla inspirována jeho skutečným sluhou jménem Eugene Robinson. Wodehouse popsal Robinsona jako "chodící Encyclopaedia Britannica". Literární historici však prokázali, že Robinson pracoval ve Wodehouseově domě na Norfolk Street až v roce 1927, tedy dlouho poté, co byl Jeeves literárně stvořen. 
Za důvěryhodnou je naopak považováno Wodehouseovo tvrzení, že pojmenoval svou postavu po Percym Jeevesovi (1888–1916), populárním anglickém hráči kriketu. 
V dopise z roku 1965 Wodehouse napsal, že nápad stvořit Jeevese dostal po přečtení knihy Harryho Leona Wilsona Ruggles of Red Gap. Jde o humoristický román o anglickém komorníkovi, kterého v pokerové hře vyhraje Američan od anglického hraběte. 
Wodehouseův životopisec Richard Usborne (kniha Wodehouse at Work z roku 1961 aj.) považoval za jisté, že pravzorem dvojice Jeeves a Wooster byla dvojice Sherlock Holmes a doktor Watson.

## Charakter postavy
Jeeves řeší všechny Woosterovy problémy, byť často se skrytým osobním záměrem, a v podstatě řídí jeho život. Pravidelně zachraňuje Bertieho před sňatkem. Někdy tak činí na žádost svého pána, který neumí ženy odmítnout, ale často také kvůli tomu, aby si sám udržel své zaměstnání, neboť předpokládá, že manželka by si mohla vymoci jeho propuštění.
Bertie si uvědomuje, že je de facto v Jeevesově područí, což rezignovaně přijímá a nazývá svého sluhu "domácí Mussolini". Přesto je na něm závislý a při jeho občasných zmizeních (zejména během každoroční dovolené, na níž se Jeeves věnuje rybolovu) je nešťastný a bezradný. Konflikty mezi Jevesem a Bertiem nastávají hlavně tehdy, když se Bertie nadchne pro nějakou novinku, například fialové ponožky. Jeeves pak nasazuje veškeré úsilí, aby tuto novinku ze života svého pána odstranil. Jeeves považuje Bertieho za přátelského, ale duševně méněcenného. Přesto s ním zůstává, i když dostává mnohem lepší pracovní nabídky.
Při všech svých manipulacích si Jeeves zachovává klidné a zdvořilé vystupování, ba až zdání "feudální touhy" za každou cenu svému pánovi vyhovět. Své emoce má Jeeves naprosto pod kontrolou, jejich jediným projevem je sotva znatelné zacukání úst při pobavení či "milimetrové" pozdvihnutí obočí při překvapení. Někdy je ovšem hluboce otřesen z některých Bertieho přítelkyň a zvláště pak jejich módního oblečení. Pokud se svým pánem nesouhlasí, nasadí zcela bezvýrazný obličej, který se Bertie ovšem naučí rozpoznávat a nazývá ho "plyšový los" nebo "vycpaná žába". Jeeves také na znamení nesouhlasu někdy významně zakašle. Drobným zakašláním taktéž zahajuje konverzaci. Pohybuje se zcela tiše a nenápadně, "jako plyn", jak říká Bertie.
Bertie Wooster označuje Jeevese za natolik přesvědčivého, že by dokázal přesvědčit kandidáta do parlamentu, aby hlasoval sám proti sobě. Svých schopností užívá nejen ve prospěch Bertieho, ale i jeho přátel a jiných významných lidí, kteří ho podle Bertieho žádají o pomoc. Na jednom místě o něm prohlásí, že "nejvyšší v zemi k němu přicházejí se svými problémy. Pokud vím, dávají mu tabatěrky posázené drahokamy." 
Jednou z nejslavnějších Jeevesových schopností je namíchání nápoje neznámého složení, který skvěle pomáhá při kocovině. Sám Jeeves tvrdí, že nápoj se skládá z worcesterové omáčky, syrového vejce a červené papriky, nicméně Bertie si je jist, že obsahuje i další tajné přísady. Jeeves má i některé podezřelé schopnosti: je dobře informován o tom, jak krást obrazy a unášet psy. Má také pozoruhodné bojové dovednosti. V románu The Mating Season (Čas namlouvání) hravě zneškodní strážníka Dobbse, načež překvapený Bertie popisuje Jeevese jako "něco, co by bylo vděčně přijato jako svalovec jakýmkoli gangem hledajícím novou krev". Jeeves též ovládá hazardní hry.
Jeeves je znalcem poezie a často různé básně z hlavy recituje. Nezřídka cituje také ze Shakespeara. Má brilantní znalosti o britské aristokracii. Bertie Jeevesovy intelektuální schopnosti vysvětluje často tím, že jí hodně ryb, což Jeeves nekomentuje.
Jeevesovo křestní jméno bylo odhaleno až v předposledním románu Much Obliged, Jeeves (Vřelé díky, Jeevesi). Bertie Wooster je v románu ohromen, že Jeeves nějaké křestní jméno má. 
Zajímavostí je, že Wodehouse v žádné knize ani povídce nedefinuje Jeevesův věk. Představu o stáří Jeevese tak určovali většinou ilustrátoři a každý z nich k věci přistupoval jinak. Z dlouhé pracovní historie Jeevese před vstupem do služeb Woostera, jemuž je v té době 24 let, se nicméně usuzuje, že Jeeves je znatelně  starší než jeho zaměstnavatel, a tak to pojímala i většina ilustrátorů. Na druhou stranu, například v románu Ring for Jeeves (Zavolejte Jeevese!) je Jeeves popsán jako "mladý velekněz vytříbeného a důstojného náboženství". Často je tak jeho věk odhadován okolo čtyřicítky. V průběhu šedesáti let, kdy Wodehouse postavy sluhy a jeho pána užíval, nestárly, nebo jen velmi málo. Přesto se kolem nich měnily dobové reálie.